# DIGNO BX3
DIGNO BX3（ディグノ ビーエックススリー）は、京セラが製造し、ソフトバンクより法人向けに販売されているAndroidスマートフォンである。
2024年11月29日に発売された。

## 概要
DIGNO BX3は、建設、製造、医療、介護などの業種での業務利用を想定した法人向けスマートフォンである。防水・防塵性能に加え、耐衝撃性やハンドソープでの洗浄対応など、過酷な環境下での使用に耐える設計となっている。また、長期供給やセキュリティ更新の提供により、企業の安定運用を支援する。
ソフトバンクの法人向け製品ラインナップに属し、一般消費者向けには販売されていない。前機種であるDIGNO BX2の後継機種にあたる。

## 特徴
耐久性と衛生対応
IPX5/IPX8の防水・防塵性能とMIL-STD-810H準拠の耐衝撃性能を備え、さらにハンドソープでの洗浄にも対応しており、過酷な現場環境や衛生管理が求められる業種での使用に適している。
長期供給とサポート
法人向けに長期供給が予定されており、セキュリティパッチも定期的に提供されるため、企業の安定した運用が可能である。
法人向け機能
MDM（モバイルデバイス管理）への対応や業務アプリとの連携、専用のサポート窓口など、企業導入を前提としたサービスが整備されている。

## 派生モデル
DIGNO BX3には、用途に応じた以下の派生モデルが存在する。

### DIGNO BX3 Plus
DIGNO BX3と比べてメモリが増強され、RAM 6GB / ROM 128GBを搭載。また、NFC機能が追加され、電子決済やマイナンバーカードの読み取りが可能になった。

### DIGNO BX3 カメラレス
カメラを完全に排除したモデルで、機密情報の取り扱いが厳しい業務環境向けに設計されている。製造業や建築現場など、カメラの持ち込みが制限される現場でも問題なく使用できる。